# Seramil
Seramil era una freguesia portuguesa del municipio de Amares, distrito de Braga.

## Historia
Fue suprimida el 28 de enero  de 2013, en aplicación de una resolución de la Asamblea de la República portuguesa promulgada el 16 de enero de 2013 al unirse con las freguesias de Paredes Secas y Vilela, formando la nueva freguesia de Vilela, Seramil e Paredes Secas.